# Gheorghe Chiș

Gheorghe Chiș

Gheorghe Chiș (n. 8 august 1913, Santău, Satu Mare, România – d. 19 mai 1981, Cluj-Napoca, România) a fost un matematician și astronom român.

## Biografie
S-a născut la 8 august 1913 în comuna Santău (care făcea parte atunci din plasa Tășnad a județului Sălaj, iar astăzi face parte din județul Satu-Mare). A urmat studii liceale la Carei în perioada 1924–1931. A fost admis în toamna anului 1931 la Facultatea de Științe, secția de fizico-matematici, a Universității din Cluj și a obținut în noiembrie 1935 licența în științe fizico-matematice cu o teza „Mișcarea centrelor de greutate în problema a n corpuri”.
După absolvirea facultății, a devenit preparator la Observatorul Astronomic al Universității din Cluj (1 februarie 1936 – 1 februarie 1943) și a colaborat în perioada 1937–1947 cu profesorii Gheorghe Bratu, Ion Armeanca și Șt. Radu la întocmirea catalogului de stele pentru zona ± 20 ° față de Ecuator, care a fost publicat în Publications de l'Observatoire de Paris (Editura Gauthier-Villars, 1950).
Începând din 1937 a predat, în paralel, ca profesor de matematici în învățământul preuniversitar din Cluj până în anul 1946, cu o întrerupere în anul școlar 1940–1941. A fost promovat la 1 decembrie 1943 ca șef de lucrări la Observatorul Astronomic din Cluj și a ținut simultan în 1943 cursul de astronomie la secția de matematici a Facultății de Științe din Cluj și apoi seminarii și lucrări practice de astronomie în perioada 1945–1949, ca asistent al profesorului Ion Armeanca.
Și-a susținut la 25 iunie 1949 teza de doctorat cu titlul „Orbita definitivă a cometei 1937 IV (Whipple) = 1937 b” la Universitatea „Dr. Victor Babeș” din Cluj și a devenit astfel doctor în astronomie. Teza sa de doctorat deducea prin metoda Olbers-Banachiewicz, pe baza a 381 de observații realizate de 26 de observatoare, elementele definitive ale cometei Whipple din 1937 și a fost publicată în Buletinul științific al Academiei și în Studii și cercetări științifice Cluj. În urma susținerii tezei de doctorat, Gheorghe Chiș a fost promovat la 1 iulie 1951 în funcția de cercetător principal la Observatorul astronomic al Filialei Cluj al Academiei, fiind numit la 1 iulie 1954 ca șef de sector. În același timp și-a continuat cariera didactică ca asistent la catedra de geometrie a Facultății muncitorești de la Institutul de Mecanică din Cluj (1 noiembrie 1949 – 1 noiembrie 1951) și apoi conferențiar de geodezie–topografie la Facultatea de Geologie–Geografie a Universității Babeș din Cluj (1 octombrie 1950 – 1 octombrie 1952), ținând simultan cursul de matematici elementare pentru studenții anului I de la Facultatea de Matematică și Fizică (1950–1952) și pentru studenții anilor I și II de la Facultatea de Chimie (1952–1957).
După decesul profesorului Armeanca în 1954, Gheorghe Chiș a fost numit conferențiar de astronomie și astrofizică pentru Facultatea de Matematică și Fizică și Facultatea de Geografie, activând pe acest post până în anul 1960, când a fost promovat pe postul de profesor universitar. Profesorul Gheorghe Chiș a fost numit în anul 1962 în funcția de decan al Facultății de Matematică–Mecanică de la Universitatea „Babeș–Bolyai” din Cluj. A predat ca profesor titular până în anul 1977, când a ieșit la pensie și a devenit profesor consultant. A îndeplinit în anii 1970 funcția de șef al Catedrei de astronomie și astrofizică a Universității din Cluj.
Ca profesor a predat: matematica generală, analiza matematică, geometria analitică, mecanica și astrofizica.

## Activitate științifică
Profesorul Gheorghe Chiș a elaborat peste 100 de lucrări științifice și a scris mai multe cărți care se referă la determinarea precisă a longitudinii și latitudinii geografice a Observatorului Astronomic din Cluj, determinări de orbite definitive de comete (precum Bester IV (1947k) și Encke (1947i)), observații de stele variabile de eclipsă sau tabele de refracție diferențială pentru 46 °. A fost inițiatorul observării stelelor variabile și al înființării stației permanente de observare a sateliților artificiali având codul COASPAR 1132.
Gheorghe Chiș a fost autorul manualului de astronomie, publicat pentru prima dată în anul 1962 de Editura Didactică și Pedagogică din București și folosit în anii de până la Revoluție în liceele și școlile secundare din România. A fost ales membru al Uniunii Astronomice Internaționale (UAI) în 1958 și COSPAR în 1966 și al Comitetului Național Român de Astronomie (CNRA) în 1964.
A fost un explorator devotat al cerului. A colaborat la catalogul hărților fotografice ale cerului, a întocmit tabele de refracție diferențială în vederea determinării pozițiilor cometelor și planetelor mici.

## Distincții
- Ordinul Muncii clasa a II-a (18 august 1964) „pentru merite deosebite în opera de construire a socialismului, cu prilejul celei de a XX-a aniversări a eliberării patriei”[8]

## Scrieri

### Cărți
- Povestea calendarului, Consiliul pentru Răspîndirea Cunoștințelor Cultural-Științifice, București, 1963, 64 p. – în colaborare cu Ioan Todoran și Aurelian Tache
- Astronomie. Manual pentru clasa a XI-a reală, Ed. Didactică și Pedagogică, București, 1965, 194 p.; reeditat în 1966
- Astronomie. Manual pentru clasa a XII-a, Ed. Didactică și Pedagogică, București, 1968, 151 p.; reeditat în 1969, 1971, 1991, 1993, 1994, 1995, 1996 și 1997
- Elemente de geografie și selenografie matematică, Ed. Științifică și Enciclopedică, București, 1981, 296 p. – în colaborare cu Alexandru Săndulache și Mihail Albotă
- Cerul, o taină descifrată... Astronomia în viața societății, Ed. Albatros, București, col. „Sinteze Lyceum”, 1982, 350 p. – în colaborare cu Nicolae Teodorescu
- Uzina cosmos, Ed. Ion Creangă, București, 1982, 148 p. – în colaborare cu Gh. Dorin Chiș, ilustratii de N. Nobilescu

### Studii
- „Orbita definitivă a cometei 1937 IV (Whipple) = 1937”, în Studii și Cercetări Științifice, Cluj, vol. 1, nr. 1, 1950, pp. 56–91.